# Argyroderma subalbum
Argyroderma subalbum är en isörtsväxtart som först beskrevs av Nicholas Edward Brown, och fick sitt nu gällande namn av Nicholas Edward Brown. Argyroderma subalbum ingår i släktet Argyroderma och familjen isörtsväxter. Inga underarter finns listade i Catalogue of Life.